# Jim O'Keeffe
Jim O'Keeffe (né le 31 mars 1941) est un homme politique irlandais du Fine Gael qui est ministre d'État de 1981 à 1982 et de nouveau de 1982 à 1987. Il est Teachta Dála (TD) pour la circonscription de Cork Sud-Ouest de 1977 à 2011.

## Biographie
O'Keeffe est né à Skibbereen, dans le comté de Cork, en 1941. Il fait ses études au lycée St. Fachtna, Skibbereen, au Collège universitaire de Cork, à l'University College Dublin et à l'Incorporated Law School. Il est avocat avant d'accéder à des fonctions publiques. O'Keeffe est élu pour la première fois au Dáil Éireann aux élections générales de 1977 en tant que député Fine Gael pour Cork Sud-Ouest et conserve son siège à chaque élection générale jusqu'à sa retraite en 2011.
En juin 1981, il est nommé ministre d'État au ministère des Affaires étrangères chargé du développement à l'étranger par le gouvernement Fine Gael-Parti travailliste dirigé par Garret FitzGerald. Ce gouvernement dure jusqu'en mars 1982. Après une brève période d’opposition, les deux partis forment un nouveau gouvernement de coalition en décembre 1982. O'Keeffe est nommé au même poste. Lors d'un remaniement en février 1986, il est nommé ministre d'État au ministère de la Fonction publique. Il conserve ce poste jusqu'en mars 1987, date à laquelle le Fine Gael revient dans l'opposition.
Il occupe de nombreux portefeuilles de porte-parole de l'opposition, notamment ceux des Affaires étrangères ; Affaires sociales, communautaires et familiales ; Protection sociale ; Agriculture et santé ; et Justice, égalité et réforme du droit. En 1996-1997, il est le premier président du comité multipartite de l'Oireachtas sur la Constitution. Il est un ancien vice-président de la commission mixte de l'Oireachtas sur la Constitution.
O'Keeffe prend sa retraite de la politique lors des élections générales de 2011.
Il est membre de la Commission de déontologie dans la fonction publique du 11 février 2014 au 10 février 2020.